# 昆西·威尔逊
昆西·威尔逊（英語：Quincy Wilson，2008年1月8日—），美国男子田径运动员，主攻400米短跑，他是2024年夏季奥林匹克运动会男子4×400米接力金牌得主。他也是美国最年轻的奥运田径男子选手。